# باهوبالي 2: الخاتمة
باهوبالي 2: الخاتمة هو فيلم أكشن هندي من إخراج كودوري راجامولي وبطولة برابهاس،رانا داغوباتي،أنوشكا شيتي،تامانا،ساتحياراج،نصار وسوباراجو.الفيلم هو تتمة لفيلم باهوبالي: البداية.تم عرض الفيلم في 28 أبريل 2017.

## روابط خارجية
- باهوبالي 2: الخاتمة على موقع IMDb (الإنجليزية)
- باهوبالي 2: الخاتمة على موقع ميتاكريتيك (الإنجليزية)
- باهوبالي 2: الخاتمة على موقع روتن توميتوز (الإنجليزية)
- باهوبالي 2: الخاتمة على موقع نتفليكس (الإنجليزية)
- باهوبالي 2: الخاتمة على موقع نتفليكس (الإنجليزية)
- باهوبالي 2: الخاتمة على موقع قاعدة بيانات الأفلام العربية
- باهوبالي 2: الخاتمة على موقع ألو سيني (الفرنسية)
- باهوبالي 2: الخاتمة على موقع أول موفي (الإنجليزية)
- باهوبالي 2: الخاتمة على موقع بوكس أوفيس موجو (الإنجليزية)
- باهوبالي 2: الخاتمة على موقع فيلمافينيتي (الإسبانية)